# 圣克雷潘和卡尔吕塞
圣克雷潘和卡尔吕塞（法語：Saint-Crépin-et-Carlucet，法語發音：[sɛ̃ kʁepɛ̃ e kaʁlysɛ]）是法国多尔多涅省的一个市镇，属于萨拉拉卡内达区。

## 地理
圣克雷潘和卡尔吕塞（44°57'50"N, 1°16'27"E）面积18.51 平方千米，位于法国新阿基坦大区多爾多涅省，该省份为法国西南部内陆省份，是法國本土面积第三大的省，大致对应佩里戈尔地区，北起顺时针与夏朗德省、上维埃纳省、科雷兹省、洛特省、洛特-加龙省、吉倫特省和滨海夏朗德省接壤。
与圣克雷潘和卡尔吕塞接壤的市镇（或旧市镇、城区）包括：圣热涅斯、萨利尼亚克-埃维格、圣纳塔莱娜、普鲁瓦桑、马西亚克-圣康坦。

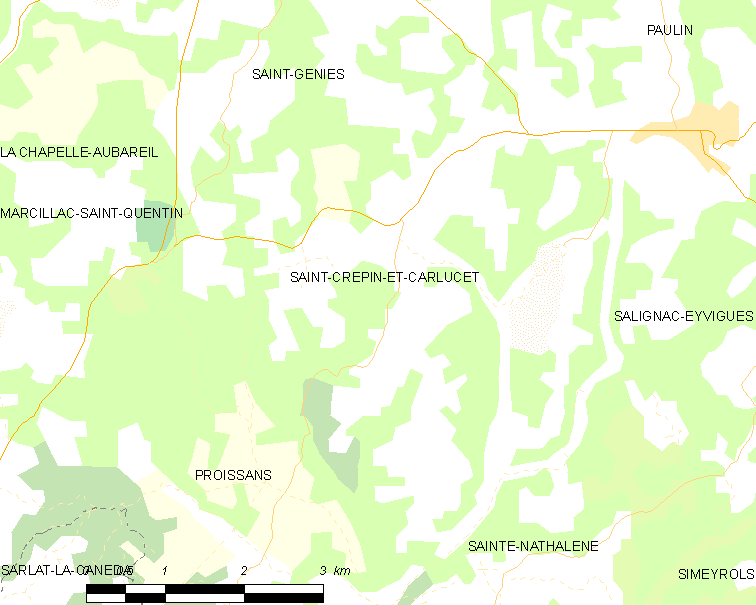
圣克雷潘和卡尔吕塞的OSM定位图

圣克雷潘和卡尔吕塞的时区为UTC+01:00、UTC+02:00（夏令时）。

## 行政
圣克雷潘和卡尔吕塞的邮政编码为24590，INSEE市镇编码为24392。

## 政治
圣克雷潘和卡尔吕塞所属的省级选区为泰拉松-拉维勒迪约县。

## 人口

1962-2008年间圣克雷潘和卡尔吕塞人口变化图示

圣克雷潘和卡尔吕塞于2022年1月1日时的人口数量为532人。